# Tricidade
 Coordenadas : orientação de latitude inválida, deve ser "N" ou "S"

Tricidade (em polonês/polaco: Trójmiasto)) é um núcleo urbano da Polónia, localizado na voivodia da Pomerânia. Abrange a área urbana dos municípios de Gdansk, Gdynia e Sopot. Estende-se por uma área de 414,81 quilómetros quadrados, com 742.432 habitantes, segundo as estimativas de 2011, com uma densidade 1.749,8 habitantes por quilómetro quadrado. É banhado a norte pelo Mar Báltico.
É a quarta maior aglomeração urbana em torno do Mar Báltico. Possui mais de 15 quilómetros de praias, bem como o terceiro maior porto da Europa, o Porto de Gdańsk.
A cidade de Sopot possui um porto de médio porte, e um sistema de transportes bem estruturado, é um importante centro cultural da Polónia, e possui apenas 38.500 habitantes, o que faz com que a cidade seja conhecida como: "A menor entre as grandes cidades", até mesmo por possui maior desenvolvimento em comparação a vários outros municípios da mesma faixa populacional (30.000 a 60.000 habitantes).
O nome "Trójmiasto" vem da junção da área urbana das cidades de Gdańsk, Gdynia e Sopot, por isso o nome Trójmiasto, em português "Três cidades".
Perante a divisão política, cada município tem seu próprio condado, por exemplo, Gdańsk pertence ao Condado de Gdańsk. As três cidades tem status de powiat (área urbana).
Trójmiasto é conhecido por receber anualmente vários eventos esportivos e culturais, como o Festival de música de Sopot, e competições esportivas como a Liga Mundial de Vôlei na qual foi disputada em Gdansk-Sopot em 2011.
Gdańsk recebeu a Eurocopa UEFA 2012, portanto foi construído a PGE Arena Gdańsk, com capacidade para 43.608 torcedores, no qual foram investidos 176 milhões de Euros.